# Dwór na Pokrzywnie w Poznaniu
Dwór na Pokrzywnie – dawny dwór, zlokalizowany w Poznaniu, na Pokrzywnie, przy ul. Pokrzywno 2, w bezpośrednim sąsiedztwie torowisk stacji Poznań Franowo. Obecnie stanowi własność zgromadzenia Elżbietanek.

## Historia
Obiekt powstał w czwartej ćwierci XIX wieku. Został zbudowany przez niemieckiego właściciela tutejszego majątku ziemskiego. W początkach XX wieku dodano przeszklony ogród zimowy. Od 1926 dwór jest własnością Elżbietanek. Doszło wtedy do znaczącej przebudowy, celem przystosowania do potrzeb zakonnych, m.in. wybudowano kaplicę Matki Boskiej Częstochowskiej i przekształcono elewacje. Dostawiono też zewnętrzną kaplicę.
W latach 1946–1967, jako kapelan służył tu Albert Steuer.
Dwór ma formę willi neorenesansowej i nawiązuje do popularnego w czasach budowy wzornictwa włoskiego. Charakterystyczna jest trzykondygnacyjna wieża i bogata dekoracja na środkowych ryzalitach.
Budowlę otacza park z kilkoma połączonymi ze sobą oczkami wodnymi, kapliczką św. Franciszka z Asyżu, figurą Chrystusa w Ogrójcu, dzwonnicą i secesyjną ławką. Kapliczka św. Franciszka została postawiona na pamiątkę VI wizyty papieża Jana Pawła II w Polsce (1999), o czym informuje stosowna tablica. W latach 70. XX wieku park nieco umniejszono pod potrzeby rozbudowy stacji kolejowej Poznań Franowo.
W pobliżu znajduje się klasztor Urszulanek (w czasach II wojny światowej: Zentralinstitut für Krebsforschung).
Dojazd zapewniają autobusy linii 153, 162 i 196 (przystanek Urszulanek).